# سردابه ناویا
سردابه ناویا مربوط به سدهٔ ۷ ه.ق است و در شهرستان جاجرم، بخش جلگه سنخواست، دهستان چهارده سنخواست، روستای ناویا واقع شده و این اثر در تاریخ ۲۶ اسفند ۱۳۸۶ با شمارهٔ ثبت ۲۲۲۰۱ به‌عنوان یکی از آثار ملی ایران به ثبت رسیده است.